# Colleen Camp

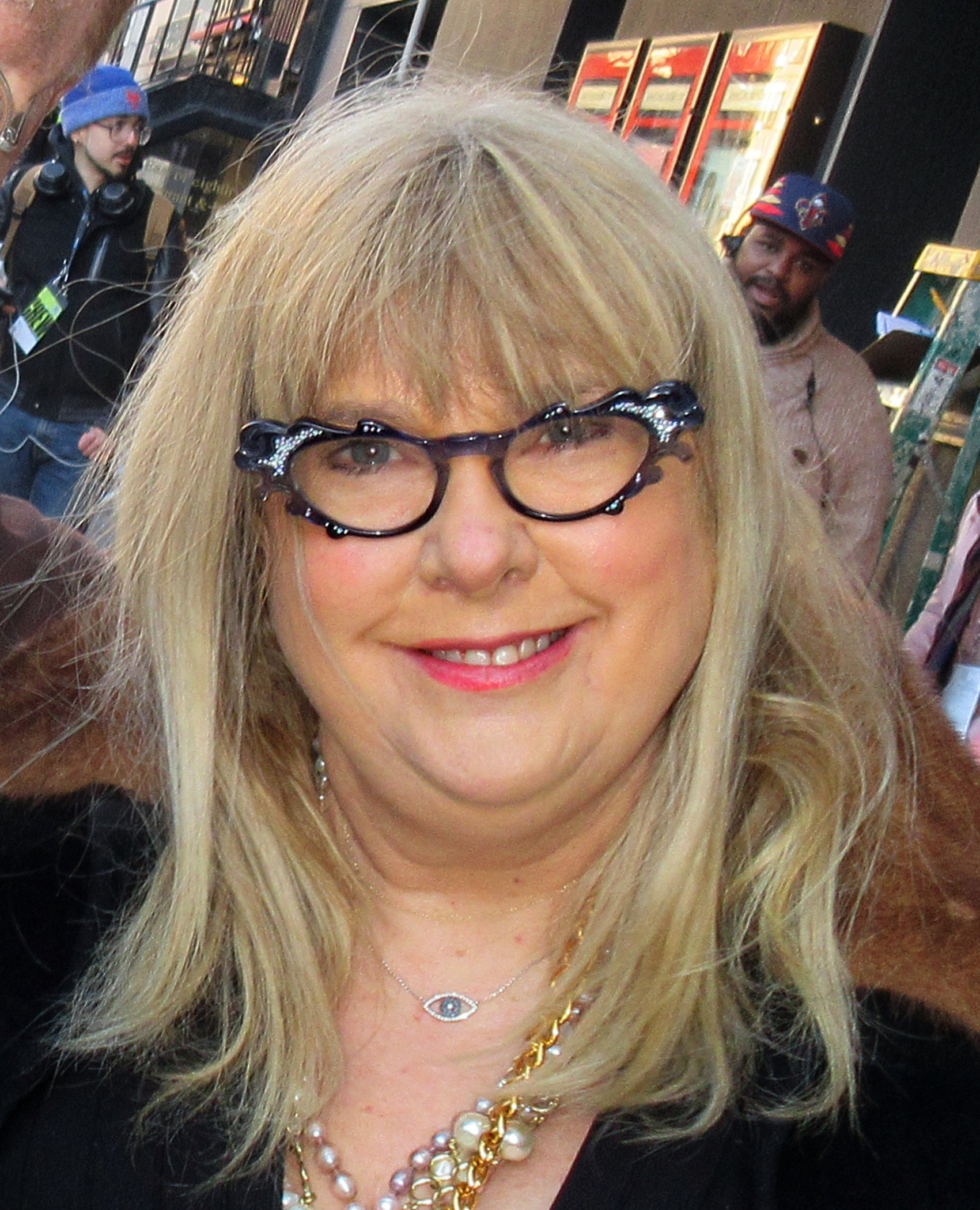
Colleen Camp, 2018

Colleen Celeste Camp (* 7. Juni 1953 in San Francisco, Kalifornien) ist eine US-amerikanische Schauspielerin und Filmproduzentin.

## Leben
Colleen Camp spielte die ersten Rollen im Alter von drei Jahren, im Jahr 1965 trat sie in der Fernsehsendung The Dean Martin Show auf. Sie spielte eine kleine Nebenrolle in Die Schlacht um den Planet der Affen (1973) und neben Bruce Lee eine der Hauptrollen im Film Game of Death (1978). In Francis Ford Coppolas Anti-Kriegsfilm Apocalypse Now (1979) war sie als Miss Mai zu sehen. In den 1980er Jahren wurde sie als Filmehefrau des Waffennarren Tackleberry in den Police-Academy-Filmen bekannt. Im Actionfilm Stirb langsam: Jetzt erst recht (1995) übernahm sie den Part der Connie Kowalski. In der Komödie Election (1999) spielte sie die Mutter von Reese Witherspoon. Sie war bislang in mehr als 150 Film- und Fernsehproduktionen zu sehen.
Camp wurde zweimal für die Goldene Himbeere nominiert; für ihre Nebenrollen in den Filmen Tele-Terror (1982) und Sliver (1993). Als Filmproduzentin arbeitete sie unter anderem am preisgekrönten Filmdrama An American Rhapsody (2001) mit Scarlett Johansson, Nastassja Kinski und Tony Goldwyn, in dem sie eine kleine Nebenrolle übernahm.
Colleen Camp war von 1986 bis 2001 mit dem Filmproduzenten John Goldwyn verheiratet und ist Mutter.

## Filmografie (Auswahl)
- 1973: Die Schlacht um den Planet der Affen (Battle for the Planet of the Apes)
- 1976: Die verrückteste Rallye der Welt (The Gumball Rally)
- 1977: Tödliche Spiele (Death Game)
- 1978: Katzen töten leise (Cat In The Cage)
- 1978: Bruce Lee – Mein letzter Kampf (Game of Death)
- 1979: Apocalypse Now
- 1981: Sie haben alle gelacht (They All Laughed)
- 1982: Tele-Terror (The Seduction)
- 1983: Valley Girl
- 1983: Das ausgekochte Schlitzohr III (Smokey and the Bandit Part 3)
- 1984: City Girl (auch Produzentin)
- 1984: Magnum (Magnum, p.i., Fernsehserie, Folge: 4x12: Masken, Mörder und Moneten)
- 1985: Knast total – Hier sitzen Sie richtig (Doin’ Time)
- 1985: Alle Mörder sind schon da
- 1985: Police Academy 2 – Jetzt geht’s erst richtig los (Police Academy 2: Their First Assignment)
- 1985: D.A.R.Y.L. – Der Außergewöhnliche (D.A.R.Y.L.)
- 1987: Police Academy 4 – Und jetzt geht’s rund (Police Academy 4: Citizens on Patrol)
- 1988: Track 29 – Ein gefährliches Spiel (Track 29)
- 1988: Die Unschuld der Molly (Illegally Yours)
- 1989: Tanz der Hexen (Wicked Stepmother)
- 1992: Wayne’s World
- 1993: Sliver
- 1993: Last Action Hero
- 1994: Greedy
- 1995: Stirb langsam: Jetzt erst recht (Die Hard with a Vengeance)
- 1996: Hausarrest (House Arrest)
- 1997: Speed 2 (Speed 2: Cruise Control)
- 1999: Election
- 2001: Männerzirkus (Someone Like You…)
- 2001: Ein amerikanischer Traum (An American Rhapsody, auch Produzentin)
- 2001: Evilution – Die Bestie aus dem Cyberspace (How to Make a Monster) (Fernsehfilm, auch Produzentin)
- 2002: 24 Stunden Angst (Trapped)
- 2004: American Angels – Erben kann so sexy sein! (Who’s Your Daddy?)
- 2004: Reine Chefsache (In Good Company)
- 2006: Krass (Running with Scissors)
- 2008: Mein Schatz, unsere Familie und ich (Four Christmases)
- 2009: Mitternachtszirkus – Willkommen in der Welt der Vampire (Cirque du Freak: The Vampire’s Assistant)
- 2009: Dr. House (House, Fernsehserie, Folge 5x20: Der grösste Schritt)
- 2011: Love, Wedding, Marriage – Ein Plan zum Verlieben (Love, Wedding, Marriage)
- 2012: Charlies Welt – Wirklich nichts ist wirklich (A Glimpse Inside the Mind of Charles Swan III)
- 2013: American Hustle
- 2015: Knock Knock
- 2018: Das Haus der geheimnisvollen Uhren (The House with a Clock in Its Walls)
- 2018: Die Wahrheit über Lügen (The Truth About Lies)
- 2020: Spenser Confidential
- 2020: Mainstream
- 2021: Violet
- 2022: Monstrous
- 2022: 9 Bullets
- 2022: Amsterdam
- 2023: All Happy Families
- 2023: Back on the Strip
- 2023: Day of the Fight
- 2024: The Deliverance
- 2025: Bride Hard